# Bob Dandridge
Robert L. Dandridge (nascido em 15 de novembro de 1947) é um ex-jogador de basquete profissional americano. Dandridge foi quatro vezes selecionado para o NBA All-Star e foi campeão duas vezes da NBA. 

## Primeiros anos
Nascido em Richmond, Virgínia, ele frequentou a Maggie L. Walker High School em Richmond e a Universidade Estadual de Norfolk.  
Suas equipes tiveram anos fenomenais. Norkolf ganhou o título da CIAA em 1968 com um recorde de 25-2; eles perderam na segunda rodada do torneio masculino da NCAA Division II. No ano seguinte, o recorde foi de 21-4 e eles perderam na primeira rodada do torneio D-II.  
Ele foi selecionado pelo Kentucky Colonels no Draft da American Basketball Association de 1969 e pelo Milwaukee Bucks na quarta rodada do Draft da NBA de 1969.

## Carreira no basquete
Nomeado para a Equipe All-Rookie da NBA em 1970, Dandridge também foi uma parte importante da equipe do Milwaukee Bucks que venceu o título da NBA em 1971 ao lado da dupla Lew Alcindor (Kareem Abdul-Jabbar) e Oscar Robertson.  
Dandridge é geralmente mencionado como um dos melhores atacantes da NBA na década de 1970. Ele jogou um total de 13 temporadas na NBA, nove delas com o Bucks e quatro com o Washington Bullets, com quem venceu um título da NBA em 1978 enquanto formava a quadra de ataque com outra futura dupla do Hall da Fama: Elvin Hayes e Wes Unseld . 
Em sua carreira, ele teve uma média de 18,5 pontos por jogo em 839 jogos na temporada regular e 20 pontos por jogo em 98 jogos nos playoffs e foi quatro vezes selecionado para o All-Star Game. 
Dandridge marcou mais pontos nas finais da NBA na década de 1970 do que qualquer outro jogador, incluindo Kareem Abdul-Jabbar. Ele marcou um total de 450 pontos em quatro finais da NBA disputadas, jogando um total de 23 jogos, acumulando uma média de mais de 19 pontos por jogo.
Em 1992, Dandridge foi introduzido no Hall da Fama dos Esportes da Virgínia. 

## Aposentadoria
Depois de se aposentar como jogador, Dandridge serviu como treinador assistente na Universidade de Hampton de 1987 a 1992.  
Hoje, ele vive em Norfolk, Virgínia, e dirige clínicas de basquete.

## Estatísticas

### Temporada regular
| Ano      | Equipe     | PJ  | MPJ  | AP   | 3P   | LL   | RT  | AS  | BR  | TO  | PPJ  |
| -------- | ---------- | --- | ---- | ---- | ---- | ---- | --- | --- | --- | --- | ---- |
| 1969–70  | Milwaukee  | 81  | 30.4 | .485 | –    | .754 | 7.7 | 3.6 | –   | –   | 13.2 |
| 1970–71† | Milwaukee  | 79  | 36.2 | .509 | –    | .702 | 8.0 | 3.5 | –   | –   | 18.4 |
| 1971–72  | Milwaukee  | 80  | 37.0 | .498 | –    | .739 | 7.7 | 3.1 | –   | –   | 18.4 |
| 1972–73  | Milwaukee  | 73  | 39.1 | .472 | –    | .789 | 8.2 | 2.8 | –   | –   | 20.2 |
| 1973–74  | Milwaukee  | 71  | 35.5 | .503 | –    | .818 | 6.7 | 2.8 | 1.6 | 0.6 | 18.9 |
| 1974–75  | Milwaukee  | 80  | 37.9 | .473 | –    | .805 | 6.9 | 3.0 | 1.5 | 0.6 | 19.9 |
| 1975–76  | Milwaukee  | 73  | 37.5 | .502 | –    | .824 | 7.4 | 2.8 | 1.5 | 0.5 | 21.5 |
| 1976–77  | Milwaukee  | 70  | 35.7 | .467 | –    | .771 | 6.3 | 3.8 | 1.4 | 0.4 | 20.8 |
| 1977–78† | Washington | 75  | 37.0 | .471 | –    | .788 | 5.9 | 3.8 | 1.3 | 0.6 | 19.3 |
| 1978–79  | Washington | 78  | 33.7 | .499 | –    | .825 | 5.7 | 4.7 | 0.9 | 0.7 | 20.4 |
| 1979–80  | Washington | 45  | 32.4 | .451 | .182 | .809 | 5.5 | 4.0 | 0.6 | 0.8 | 17.4 |
| 1980–81  | Washington | 23  | 23.7 | .426 | .000 | .718 | 3.6 | 2.6 | 0.7 | 0.4 | 10.0 |
| 1981–82  | Milwaukee  | 11  | 15.8 | .382 | –    | .588 | 1.5 | 1.2 | 0.5 | 0.2 | 4.7  |
| Carreira | Carreira   | 839 | 35.2 | .484 | .167 | .780 | 6.8 | 3.4 | 1.3 | 0.6 | 18.5 |
| All-Star | All-Star   | 4   | 18.5 | .480 | –    | .667 | 3.5 | 0.5 | 1.3 | 0.0 | 6.5  |

### Playoffs
| Ano      | Equipe     | PJ | MPJ  | AP   | 3P | LL   | RT  | AS  | BR  | TO  | PPJ  |
| -------- | ---------- | -- | ---- | ---- | -- | ---- | --- | --- | --- | --- | ---- |
| 1970     | Milwaukee  | 10 | 39.9 | .507 | –  | .655 | 8.7 | 5.7 | –   | –   | 16.3 |
| 1971†    | Milwaukee  | 14 | 38.2 | .463 | –  | .782 | 9.6 | 3.4 | –   | –   | 19.2 |
| 1972     | Milwaukee  | 11 | 40.1 | .495 | –  | .740 | 8.8 | 1.9 | –   | –   | 21.5 |
| 1973     | Milwaukee  | 6  | 34.0 | .421 | –  | .704 | 4.7 | 1.2 | –   | –   | 13.8 |
| 1974     | Milwaukee  | 16 | 40.5 | .493 | –  | .766 | 7.6 | 2.8 | 1.4 | 0.6 | 19.3 |
| 1976     | Milwaukee  | 3  | 40.7 | .490 | –  | .900 | 7.7 | 2.7 | 1.0 | 0.0 | 22.0 |
| 1978†    | Washington | 19 | 39.3 | .479 | –  | .690 | 6.5 | 3.9 | 1.6 | 0.7 | 21.2 |
| 1979     | Washington | 19 | 41.4 | .473 | –  | .827 | 7.4 | 5.5 | 0.7 | 0.8 | 23.1 |
| Carreira | Carreira   | 98 | 39.6 | .480 | –  | .761 | 7.7 | 3.7 | 1.2 | 0.7 | 20.1 |

Fonte: